# Iberis carica
Iberis carica är en korsblommig växtart som beskrevs av Joseph Friedrich Nicolaus Bornmüller. Iberis carica ingår i släktet iberisar, och familjen korsblommiga växter. Inga underarter finns listade i Catalogue of Life.